# Reuleut Barat
Reuleut Barat is een bestuurslaag in het regentschap Aceh Utara van de provincie Atjeh, Indonesië. Reuleut Barat telt 756 inwoners (volkstelling 2010).